# L'Arroseur
L'Arroseur és una pel·lícula francesa dirigida per Georges Méliès, estrenada el 1896 i considerada perduda. Aquesta és la sisena pel·lícula que va fer Méliès. L'argument està extret de L'Arroseur arrosé de Louis Lumière.

## Sinopsi
Aquesta pel·lícula perduda presumiblement mostra una persona regant flors per obtenir un efecte còmic, com suggereix el títol en anglès The Sprinkler Sprinkled. Aquesta pel·lícula hauria imitat la pel·lícula homònima de Louis i Auguste Lumière L'arroseur arrosé, que encara existeix avui dia.

## Història
Georges Méliès va registrar la pel·lícula L'Arroseur al catàleg de la Star film, la seva productora, a principis de 1896. Actualment es considera perduda.